# One Times Square

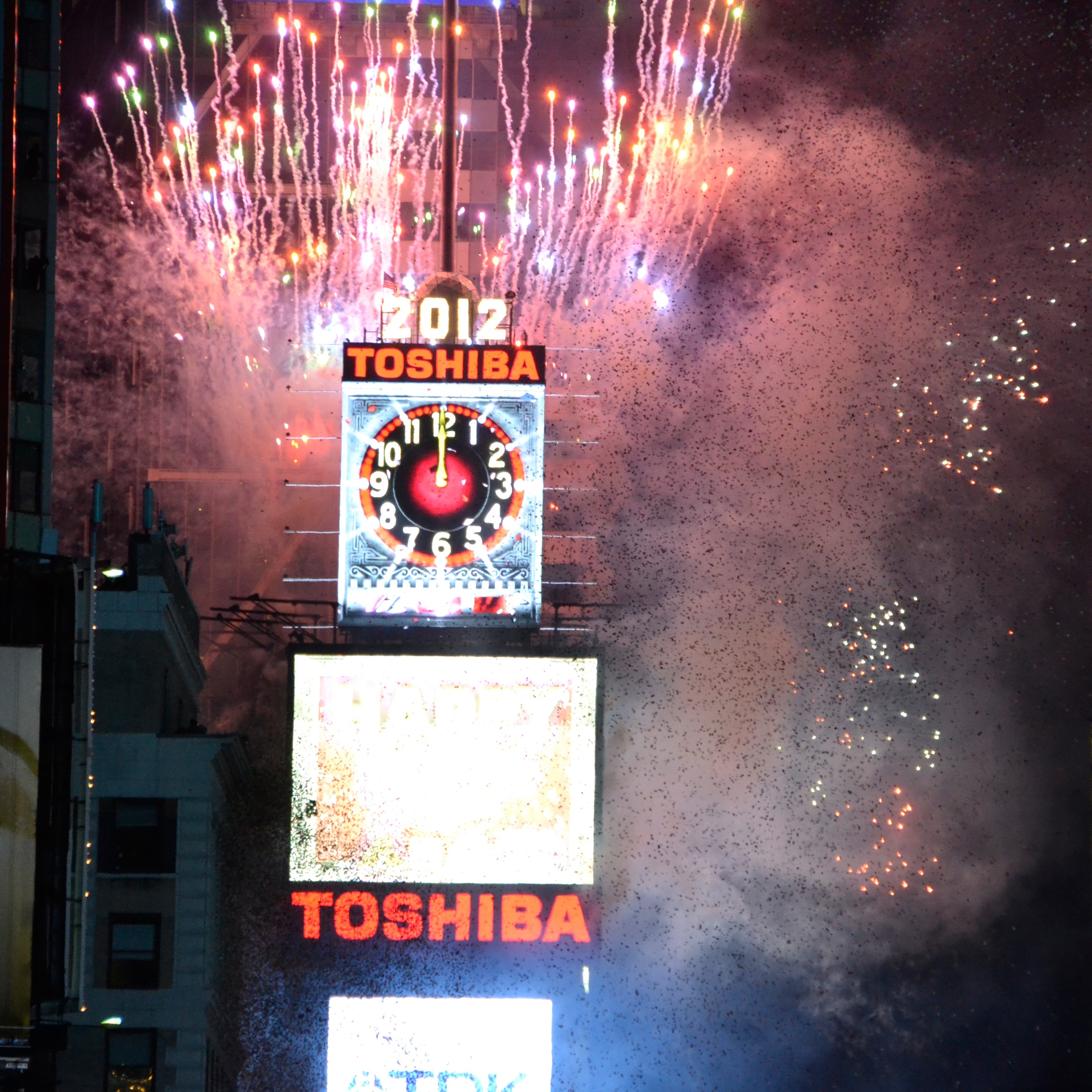
L'écran Toshiba annonçant la nouvelle année 2012.

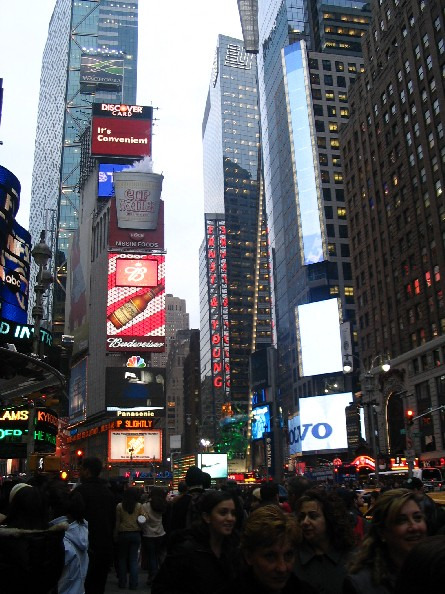
L'immeuble en 2005.

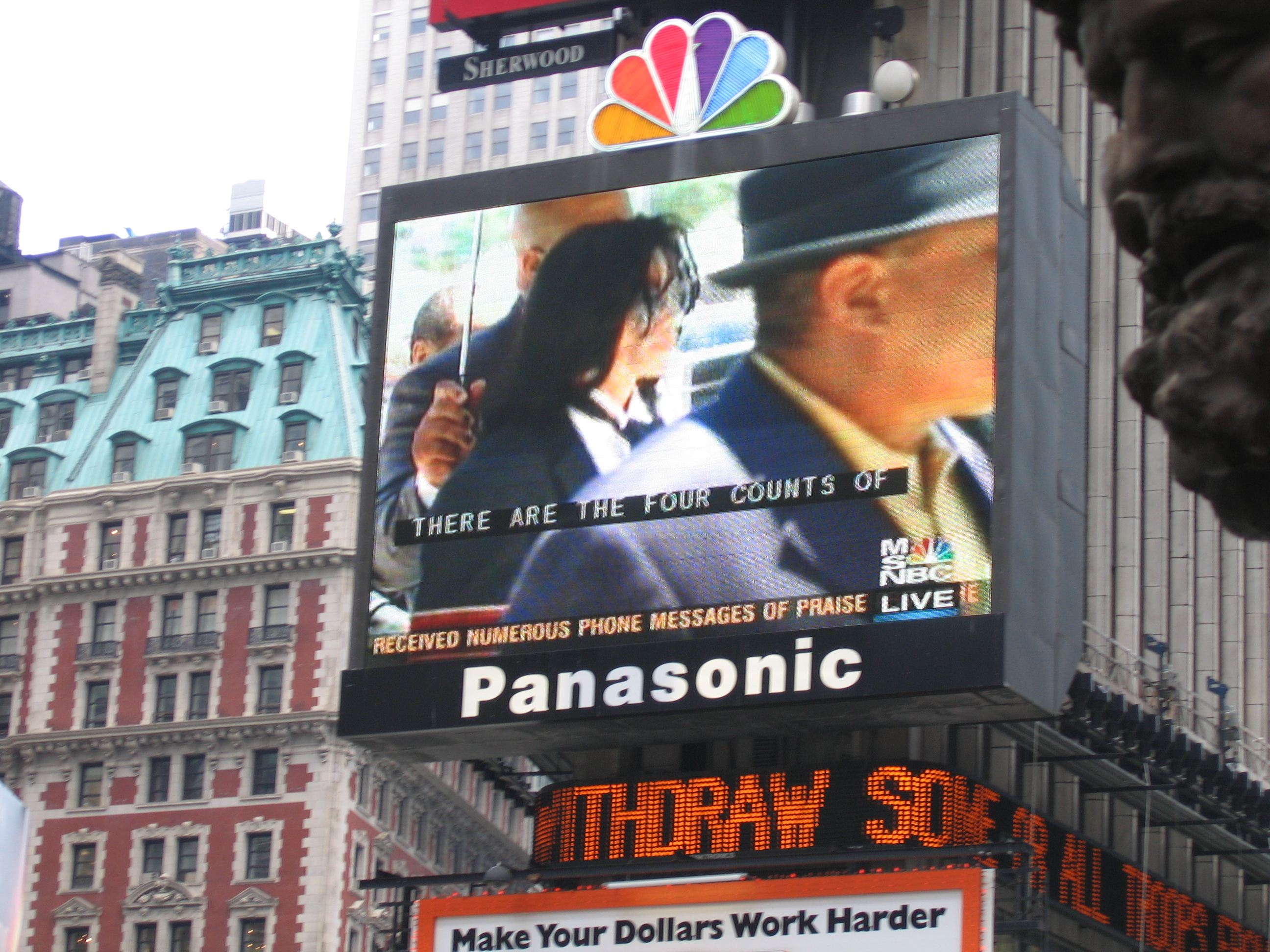
Michael Jackson apparaissant sur le Jumbotron. On aperçoit également le news ticker de la façade Nord de l'immeuble.

One Times Square (aussi connu sous les désignations  1475 Broadway, New York Times Building ou New York Times Tower) est un gratte-ciel de 25 étages mesurant 111 mètres. Il est situé à l'intersection de la 42e Rue et de Broadway, à Times Square, dans le borough de Manhattan.
C'était le deuxième plus haut immeuble de Manhattan à son inauguration. La fameuse descente de la Times Square Ball y est pratiquée en chaque fin d'année, depuis le toit. L'immeuble fut originellement construit afin d'être le siège social du New York Times. C'est d'ailleurs ce journal qui lança la tradition de la descente de ses boules lumineuses pour célébrer la nouvelle année.
Les écrans digitaux de l'immeuble sont considérés comme étant les plus chers au monde. Ils peuvent être souvent loués à l'heure ou à la journée pour des lancements de nouveaux produits ou d'autres événements spéciaux. Les revenus générés peuvent atteindre la somme élevée de 10 000 $ par heure.

## Histoire
Le New York Times organisa une célébration pour l'ouverture de son nouveau siège social en lançant des feux d'artifice le 1er janvier 1905, à minuit. Cette célébration perdure encore de nos jours. Celle de la boule lumineuse du Nouvel An commence en 1907. La descente de cette boule a été adaptée de la pratique de l'Observatoire naval des États-Unis de descendre une boule horaire munie d'un drapeau pour indiquer l'heure.
Moins de 10 ans après son emménagement dans l'immeuble, le New York Times déménagea pour un bâtiment plus proche, au 229 West 43rd Street, en 1913. Le journal conserva les bureaux de sa branche publicitaire dans l'immeuble jusqu'à sa vente en 1961. Le siège social du New York Times est maintenant situé au New York Times Building à la proche Huitième Avenue.
En 1928, le célèbre news ticker fut placé près du rez-de-chaussée de l'immeuble. Il était originellement destiné à donner le résultat de l'élection présidentielle américaine de 1928. Recouvrant toute la base de l'immeuble, le panneau était originellement constitué de 148 000 lampes.
Durant la Seconde Guerre mondiale, la boule lumineuse ne fut pas utilisée pendant 2 ans, en raison des restrictions énergétiques liées à la guerre. Une célébration était toujours organisée, mais la descente de la boule lumineuse était remplacée par une minute de silence.
Le news ticker fut inutilisé et donc éteint entre 1975 et 1980, jusqu'à ce que le journal Newsday sponsorise la résurrection du panneau. Il est maintenant sponsorisé par la Dow Jones and Company, société-mère du Wall Street Journal.

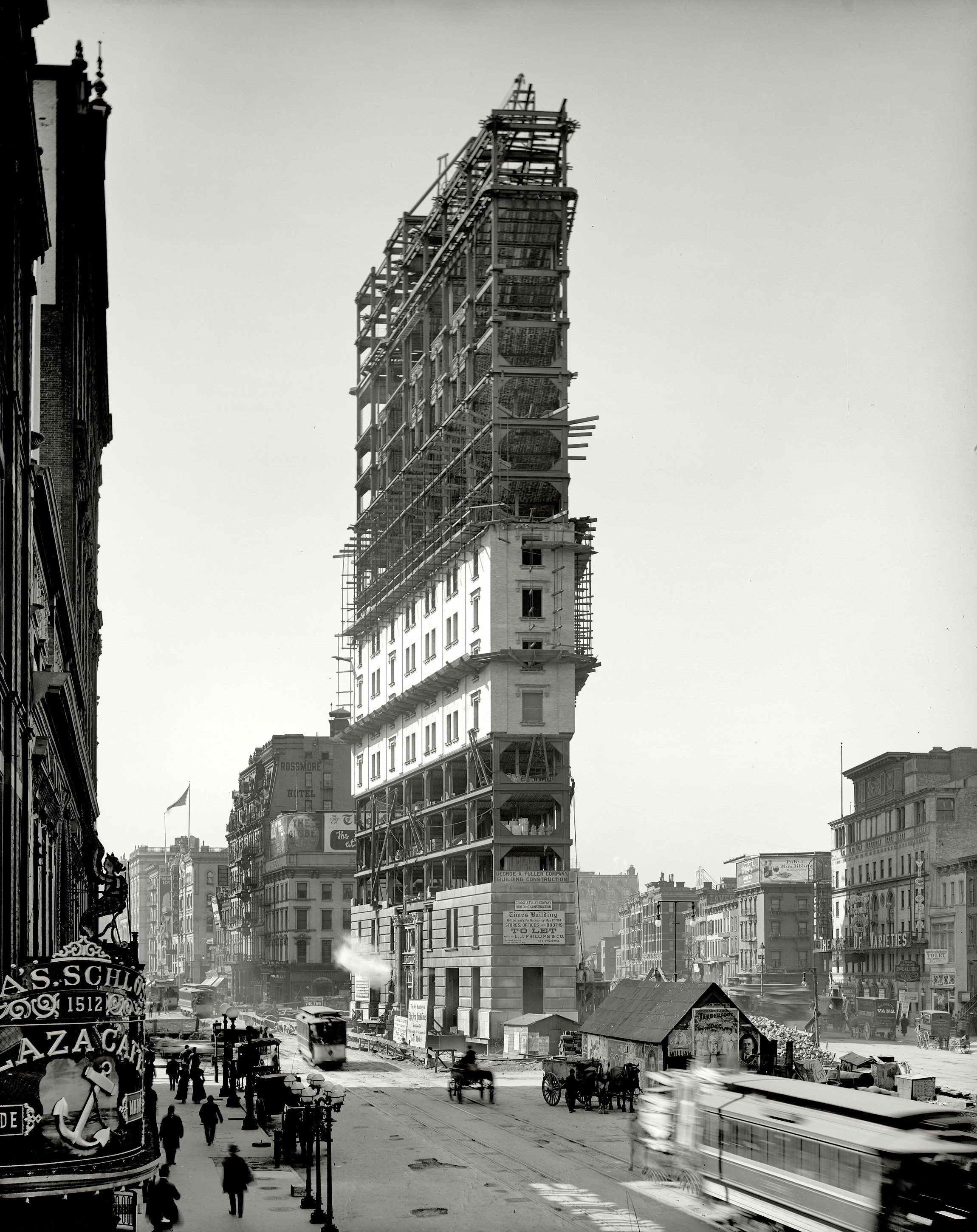
One Times Square en construction, en 1903.
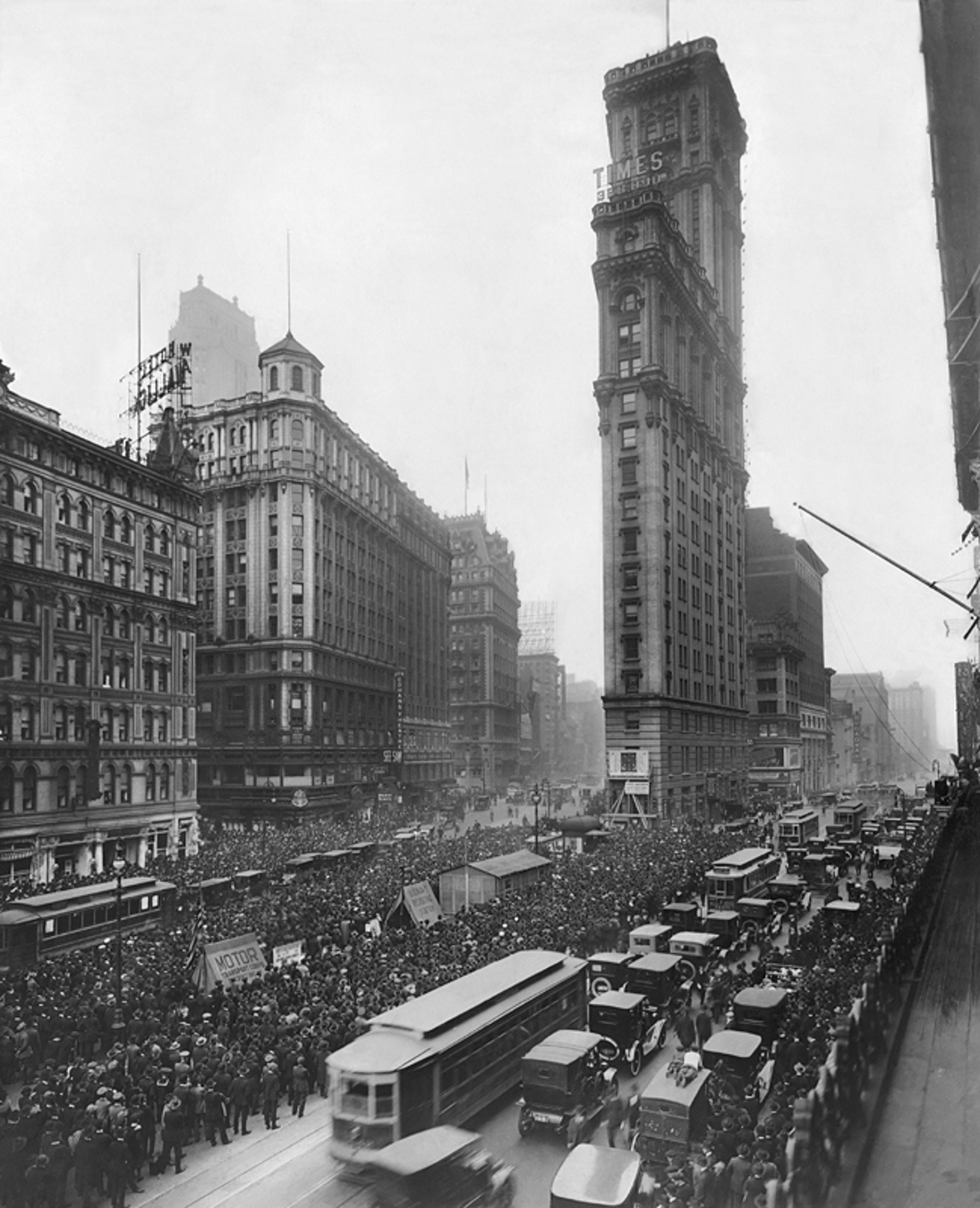
One Times Square en 1919.

### De l'immeuble à louer au panneau publicitaire géant
Le New York Times vendit l'immeuble à Douglas Leigh (pionnier de la publicité extérieure) en 1961. Celui-ci  vendit ensuite l'immeuble à l'entreprise Allied Chemical en 1963. Cette entreprise modifia énormément la façade de l'immeuble, remplaçant le granit détaillé des murs et les éléments en terre cuite par du marbre et du béton. cette rénovation fit de la majorité de l'extérieur de l'immeuble un mur vertical, en comptant l'exception des baies vitrées sol-plafond du seizième étage. Cet étage était parfois occupé par un restaurant, permettant aux convives de dîner dans un élégant cadre de style Art déco avec à vue d'œil les immeubles dorés parsemant Times Square. Toutefois, ce restaurant est fermé depuis les années 1980.
Du fait du prix élevé de la rénovation de l'immeuble en installant l'air conditionné, l'immeuble n'avait à ce moment-là aucun locataire au-dessus des étages consacrés à la vente et était seulement utilisé pour soutenir une douzaine de publicités. De plus, les opérateurs de l'immeuble avaient remarqué que l'immeuble générait plus de revenus en accueillant un ensemble de publicités qu'en étant rempli de locataires.
En 2000, il fut révélé que les 26 panneaux publicitaires de l'immeuble apportaient des revenus mensuels de l'ordre de 100 000 $ à 250 000 $.

#### La location
À la fin des années 1990, un magasin de la Warner Bros. occupa les 3 premiers étages, mais la majorité de l'immeuble resta disponible. Pendant 3 semaines, en mars 2006, ces trois premiers étages furent occupés par un magasin JC Penney Experience. Ces trois premiers étages accueillent actuellement un magasin-phare de l'entreprise Walgreens qui y a installé une pharmacie, qui ouvrit en novembre 2008. Le jour de son ouverture, cette entreprise installa le plus grand panneau composé de diodes électroluminescentes de Times Square. Cet énorme panneau de plus de 10 millions de lampes bat le record du précédent plus grand panneau muni de ce type de lampes : le panneau du Nasdaq installé sur Broadway. Ce panneau, dessiné par le Gilmore Group et construit par D3 LED, relie en diagonale les 2 côtés opposés de l'immeuble et s'arrondit sur la façade principale. Il pèse 11 364 kilogrammes. Une grande partie du reste de l'immeuble fut recouverte d'un tissu blanc fabriqué peu avant le lancement du panneau.

#### Les publicités
En 1990, Sony installa le premier Jumbotron à l'extérieur de l'immeuble. Parmi toutes ses utilisations, le Late Show with David Letterman était diffusé : les producteurs de l'émission pouvaient le lancer à l'écran. Quand le bail de Sony se termina le 1er janvier 1996, le Jumbotron fut éteint et remplacé plus tard. À la fin de l'année 2006, le symbolique paon de NBC qui se tenait au-dessus du Jumbotron dédié à Panasonic fut remplacé par le logo de la News Corporation, la compagnie mère de la Fox Entertainment Group. Quelques semaines plus tard, le panneau publicitaire dédié à la Budweiser se tenant au-dessus du Jumbotron fut agrandi pour devenir écran de haute-définition muni de diodes électroluminescentes. La publicité dédiée aux Cup Noodles, qui se tenait au-dessus des précédentes publicités de NBC et de Budweiser, fut retiré et remplacé par un panneau publicitaire dédié à la marque Chevrolet et agrémenté d'une horloge : cette publicité fut remplacée en Décembre 2009 par une publicité dédiée à Kiaqui fut elle-même remplacée par une publicité dédiée aux Dunkin' Donuts un an plus tard. À la fin de l'année 2007, Toshiba réserva le panneau le plus élevé de l'immeuble, auparavant consacré aux Discover Card. Il est utilisé pour promouvoir ses produits ainsi que pour le décompte de 60 secondes sponsorisé du Nouvel An avec l'abaissement de la boule lumineuse. Pour le Nouvel An de 2009, le toit de l'immeuble fut refait pour y installer un plus grand mât destiné à porter la boule lumineuse : sa taille doubla, ce qui fit culminer la boule lumineuse à 147 mètres (avant le Nouvel An de 2009, la boule lumineuse était ôtée du mât peu de temps après l'événement et conservée dans une réserve). De plus, Toshiba ajouta une deuxième partie en haut de son panneau publicitaire durant la même période, donnant ce qui est aujourd'hui appelée la ToshibaVision. En 2010, un nouveau Jumbotron mis en place par Sony, prit la place de celui de Panasonic, et continua d'être sponsorisé par la News Corporation.